# Женская сборная Эстонии по баскетболу 3×3
Женская сборная Эстонии по баскетболу 3×3 представляет Эстонию на международных соревнованиях по баскетболу 3×3. Управляющим органом является Федерация баскетбола Эстонии.
По состоянию на 24 сентября 2024, женская сборная Эстонии по баскетболу 3×3 занимает 108-е место в мировом рейтинге ФИБА женских сборных по баскетболу 3×3.

## Результаты выступлений
| Турнир                             | Золото | Серебро | Бронза | Всего |
| ---------------------------------- | ------ | ------- | ------ | ----- |
| Чемпионат мира по баскетболу 3×3   | —      | —       | —      | —     |
| Чемпионат Европы по баскетболу 3×3 | —      | —       | —      | —     |
| Европейские игры                   | 0      | 1       | 0      | 1     |
| Итого                              | 0      | 1       | 0      | 1     |

### Чемпионат мира по баскетболу 3x3
| Год         | Место          | Игры           | Победы         | Поражения      | Состав команды                                              |
| ----------- | -------------- | -------------- | -------------- | -------------- | ----------------------------------------------------------- |
| Афины 2012  | 16             | 6              | 2              | 4              | Gerly Kostla, Annika Köster, Pirgit Puu, Kerdu Arbet-Lenear |
| Москва 2014 | 13             | 6              | 3              | 3              | Kerli Haas, Annika Köster, Kadri-Ann Lass, Jane Svilberg    |
| 2016—н. в.  | не участвовали | не участвовали | не участвовали | не участвовали | не участвовали                                              |

### Чемпионат Европы по баскетболу 3x3
| Год        | Место          | Игры           | Победы         | Поражения      | Состав команды                                               |
| ---------- | -------------- | -------------- | -------------- | -------------- | ------------------------------------------------------------ |
| 2014—2021  | не участвовали | не участвовали | не участвовали | не участвовали | не участвовали                                               |
| Грац 2022  | 8              | 3              | 1              | 2              | Sofia Kosareva, Annika Köster, Kadri-Ann Lass, Johanna Teder |
| 2023—н. в. | не участвовали | не участвовали | не участвовали | не участвовали | не участвовали                                               |

### Европейские игры
| Год         | Место          | Игры           | Победы         | Поражения      | Состав команды                                                   |
| ----------- | -------------- | -------------- | -------------- | -------------- | ---------------------------------------------------------------- |
| 2015        | не участвовали | не участвовали | не участвовали | не участвовали | не участвовали                                                   |
| Минск 2019  | 2              | 6              | 4              | 2              | Merike Anderson, Annika Köster, Kadri-Ann Lass, Janne Pulk       |
| Краков 2023 | 11             | 3              | 1              | 2              | Sofia Kosareva, Annika Köster, Kadri-Ann Lass, Marie Anette Sepp |